# PD

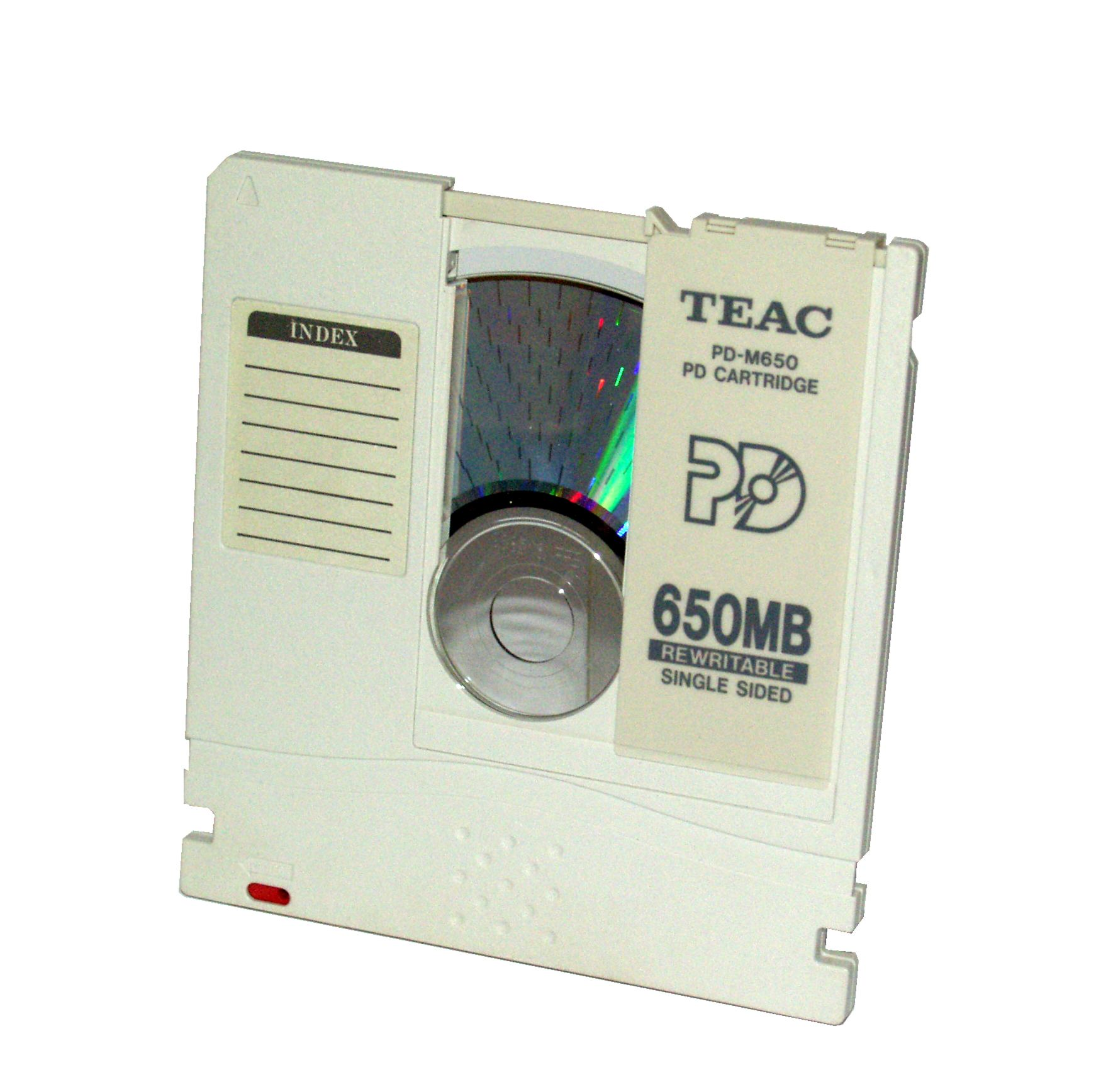
Nośnik PD-M650 firmy TEAC

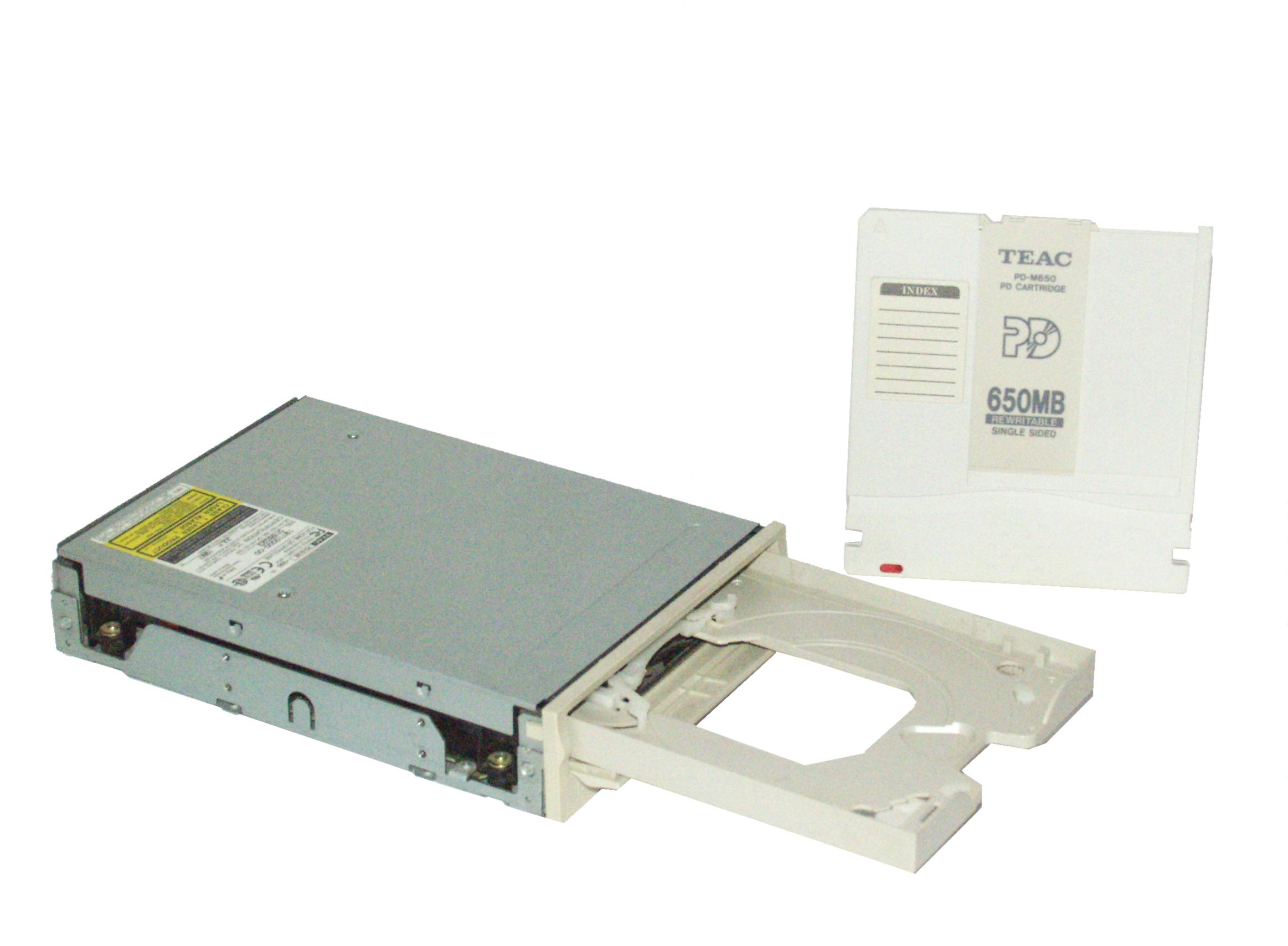
Napęd dysków PD (model TEAC PD-518E) wraz z nośnikiem

PD (ang. phase-change dual) – standard dysków optycznych wielokrotnego zapisu wprowadzony przez firmę Panasonic w 1995 roku. Podobnie jak w przypadku dysków CD-RW, dane na dyskach PD zapisuje się wykorzystując warstwę zmieniającą fazę padającego na nią światła. Informacje na niej zapisane mogą być zmienione za pomocą promienia lasera.
Dyski PD są zamknięte wewnątrz chroniącej je kasety. Charakteryzują się pojemnością 650 MB i mogą być nadpisywane do 500 tysięcy razy. Odczyt możliwy jest w napędach kompatybilnych ze standardem dysków PD oraz w  napędach DVD-RAM pierwszej generacji wyprodukowanych przez firmę Panasonic. Inni producenci wytwarzający urządzenia zgodne z tym standardem to NEC, Plasmon, TEAC i Toray.